# Alla Grichtchenkova
Alla Vladimirovna Grichtchenkova (en russe : Алла Владимировна Грищенкова), née le 27 août 1961 à Snejinsk (RSFS de Russie), est une nageuse soviétique, spécialiste des courses de papillon.

## Carrière
Alla Grichtchenkova est médaillée de bronze au relais 4 × 100 mètres 4 nages aux Jeux olympiques de 1980 à Moscou. Elle termine huitième de la finale de 200 mètres papillon et ne parvient pas à se qualifier pour la finale du 100 mètres papillon. 